# Cistopus
Genre
Cistopus est un genre de mollusques de l'ordre des octopodes (les octopodes sont des mollusques à huit pieds et sont communément appelés pieuvres), et de la famille des Octopodidae.

## Liste des espèces
Selon World Register of Marine Species (29 janvier 2016) :
- Cistopus chinensis X. D. Zheng, X. Z. Lin, C. C. Lu & R. J. Ma, 2012
- Cistopus indicus (Rapp, 1835)
- Cistopus platinoidus Sreeja, Norman & Biju Kumar, 2015
- Cistopus taiwanicus J. X. Liao & C. C. Lu, 2009